# Wintertime (film)
Wintertime is een Amerikaanse musicalfilm in zwart-wit uit 1943 onder regie van John Brahm. De film werd destijds in Nederland uitgebracht onder de titel Winterbloesem.

## Verhaal
De Noorse miljonair Ostgaard en zijn nichtje Nora verwachten te gast te zijn in een chique resort in Canada, maar het blijkt dat eigenaar Skip Hutton en partner Freddy Austin schulden hebben en dat het resort verre van chique is.
Nora wil haar oom overhalen om te investeren in hotelverbeteringen. Ondertussen valt ze voor de charmes van Freddy, maar hij heeft enkel aandacht voor tijdschriftenfotograaf Marian Daly en gelooft dat zij het resort de nodige publiciteit kan leveren.
Nora krijgt de kans om in een revue in New York te skaten. Vanwege een administratief foutje kan ze de Verenigde Staten echter niet in tenzij ze getrouwd is met een Amerikaans staatsburger. Brad Barton stelt zich kandidaat.

## Rolverdeling
- Sonja Henie als Nora Ostgaard
- Jack Oakie als Skip Hutton
- Cesar Romero als Brad Barton
- Carole Landis als  Flossie
- S.Z. Sakall als Oom Ostgaard
- Cornel Wilde als Freddy Austin
- Woody Herman en zijn orkest als Zichzelf
- Helene Reynolds als Marian Daly
- Don Douglas als Jay Rogers
- Geary Steffen als Jimmy, schaatspartner

## Productie
Aanvankelijk zou Glenn Miller samen met zijn orkest een optreden maken in deze film, maar de band werd vervangen door het orkest van Woody Herman toen Miller zich aanmeldde bij het leger (ten tijde van de Tweede Wereldoorlog).

## Ontvangst
De film was in de Verenigde Staten een commerciële flop, met als gevolg dat Sonja Henie's contract bij 20th Century Fox vroegtijdig werd beëindigd. 
In de Nederlandse media werd de film bekritiseerd om het "flinterdunne plot", al schreef menigeen criticus vol lof over de schaatsscènes met Sonja Henie en het spel van S.Z. Sakall. Recensent van het Algemeen Handelsblad schreef: "Een der grootste trekpleisters van de plaatjesindustrie, Sonja Heni, doet allerlei op de schaats in Winterbloesem en demonstreert dat ze buiten schaatsenrijden niets kan dat ook maar zijdelings met de film te maken heeft. Niet in kleuren, maar grauw en groezelig van tint en ondraaglijk vervelend ondanks de kwaliteiten van S.Z. Sakall en de grollen in het scenario."
Criticus van De Waarheid schreef dat Sonja Henie "een prachtig nummertje ijsschaatsen weggeeft en S.Z. Sakall doet af en toe heel gek." Recensent van De Telegraaf bekritiseerde het "onbenullige verhaaltje" maar uitte bewondering voor de schaatskunsten van Henie: "Zij danst en danst, op het ijs en de gladde vloer, en doet ons wat gemakkelijker heengaan over de vele erbij gesleepte clowneske scènes, die er de lach in moeten brengen. Een film wordt het er niet mee. Zelfs niet met de eigengereide, knorrige oom S.Z. Sakall." Criticus van De Tijd zette de film weg als "oppervlakkig amusement, dat overigens niemand goed noch kwaad zal doen".

## Liedjes
- I Like It Here, nummer door Carole Landis en Cesar Romero
- Jingle Bells, nummer door Woody Herman en zijn orkest
- Wintertime, nummer door Woody Herman en zijn orkest
- We Always Get Our Girl, nummer door Woody Herman en zijn orkest
- Dancing in the Dawn, nummer door Woody Herman en zijn orkest
- Later Tonight, nummer door Woody Herman en zijn orkest